# Лек (река)

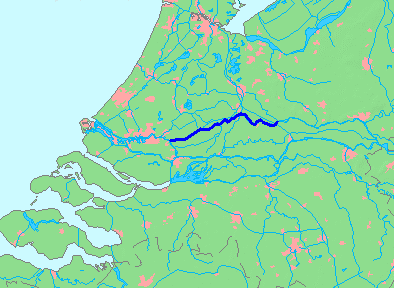

Лек (нидерл. Lek) — река в Нидерландах, один из главных рукавов Рейна в его дельте. Лек имеет длину около 62 км и является одним из основных судоходных путей страны. По части реки проходят границы провинций Утрехт, Гелдерланд и Южная Голландия.
Название «Lek» происходит от среднеголландских слов «lake» и «leek», означающих «водоток».
У города Вейк-бей-Дюрстеде рукав Недер-Рейн разделяется на Кромме-Рейн и Лек, где практически сразу Лек пересекается с каналом Амстердам-Рейн, который продолжается на юго-восток к Ваалу. При дальнейшем течении на запад у города Вианен к Леку с севера подходит ответвление Амстердам-Рейн-канала (Лек-канал) и Мерведе с юга. У знаменитой деревни Киндердейк Лек сливается с рекой Норд, образуя Ньиве-Маас, на котором стоит Роттердам.
Повышение в 1970 году уровня воды в реке привело к тому, что русло расположено выше окружающей местности, поэтому огорожено дамбами. В пойме Лека восточнее Схонховена расположено несколько заповедников, в которых водятся совы и выпи.
Важные населённые пункты на Леке: Вейк-бей-Дюрстеде, Кюлемборг, Вианен, Схонховен, Леккеркерк и Ньив-Леккерланд.